# Wynn Resorts

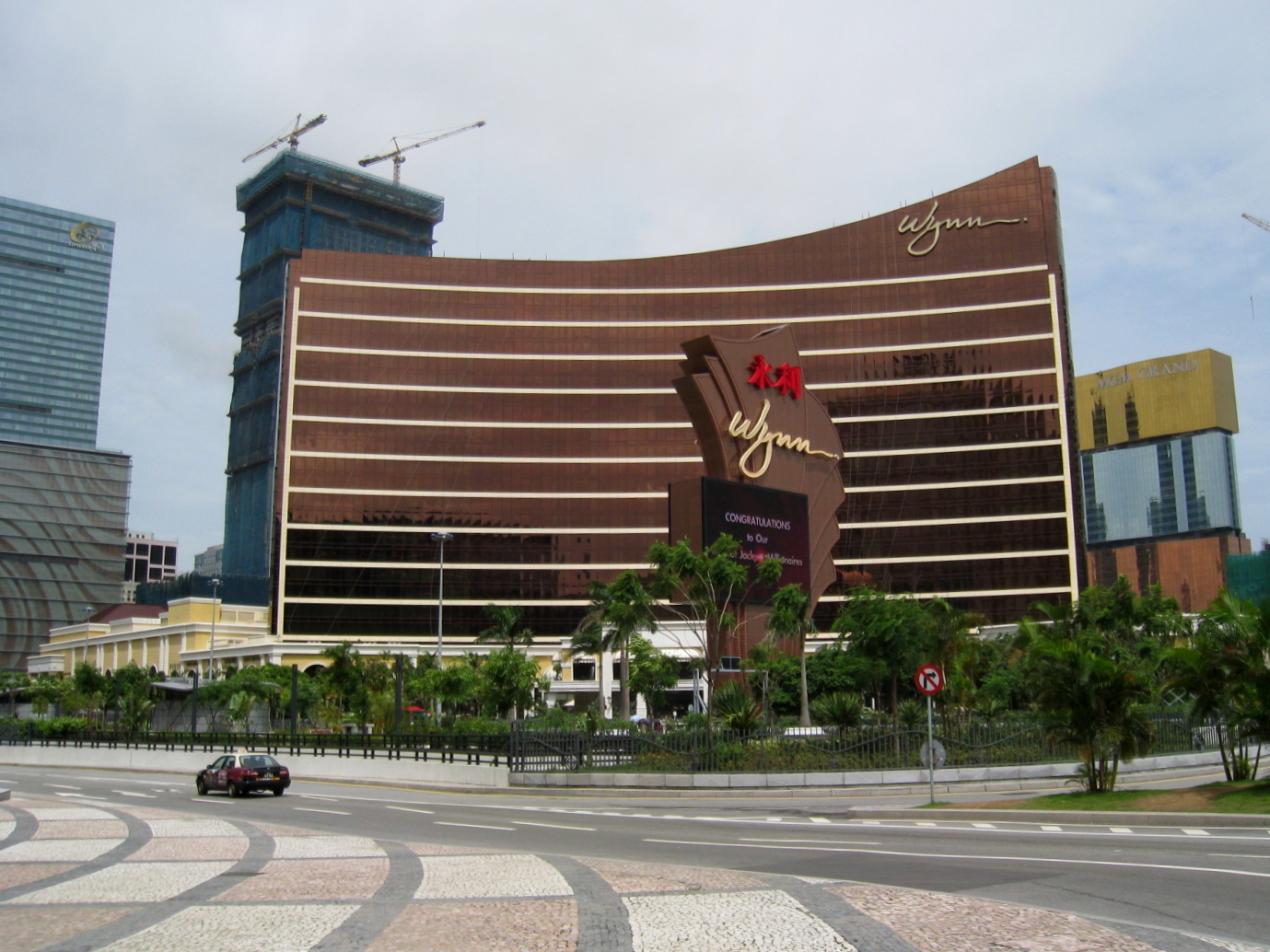
Hotelkomplex in Macau.

Wynn Resorts ist ein börsennotierter US-amerikanischer Konzern der Hotel- und Unterhaltungsindustrie. Das Unternehmen betreibt mehrere Hotels mit angeschlossenen Spielkasinos. Das bekannteste ist das Wynn Las Vegas, welches Gründer Steve Wynn ab 2001 auf dem Gelände des ehemaligen Desert-Inn-Hotels errichten ließ. Weitere Häuser des Unternehmens sind Encore Las Vegas und das Wynn Macau. Wynn Resorts ist Bestandteil des S&P 500 und im NASDAQ notiert.

## Kritik

### Trinkgeld von Dealern einbehalten
Seit 2006 herrschte ein Streit zwischen ehemaligen Dealern des Unternehmens und Wynn Resorts. Der Streit ging um Trinkgeld, welches den Dealern nicht ausgezahlt wurde. 2021 wurde mit gerichtlicher Hilfe eine Einigung erzielt. Es wurde entschieden, dass das Unternehmen den Dealern ihr Trinkgeld ausbezahlen muss. Es handelte sich um einen Betrag von 5,6 Millionen US-Dollar abzüglich Anwaltskosten in Höhe von rund 1,4 Millionen US-Dollar.

### Vorwürfe wegen sexueller Belästigung
Im Jahr 2018 erhoben mehrere Frauen im Unternehmen schwere Vorwürfe wegen sexueller Belästigung gegen Steve Wynn, Unternehmensgründer und damaliger Finanzchef. Nach den Vorwürfen trat er als CEO von Wynn Resorts zurück. Das Unternehmen musste hohe Strafzahlungen leisten und erlitt einen Imageschaden.